# Caloplaca luteominia
Caloplaca luteominia  је врста лишаја који расте "унутар" стена, у пукотинама стена. Од лишаја су видљиви црвенкасти делови тела који су у додиру са ваздухом.  Припада породици Teloschistaceae.